# Strzałka bałtycka
Strzałka bałtycka (Parasagitta elegans) – żyjący w Morzu Bałtyckim szklisto-bezbarwny drapieżnik planktoniczny o taśmowato wydłużonym ciele zaopatrzonym w płetwy, upodabniające go do ryb. W odróżnieniu od nich, płetwy te są jednak umieszczone w płaszczyźnie poziomej. Długość ciała do 2 cm. Od podobnej, również spotykanej w Bałtyku strzałki małej można ją odróżnić po 4 cechach:
- większych rozmiarach – długość ciała 2, a nie 1-1,4 cm,
- innych proporcjach ciała – ogon mierzony od końca II pary płetw do końca płetwy ogonowej to tylko 10-16, a nie 16-20% długości ciała,
- większej przeciętnej ilości szczecin szczękowych – 8-10 zamiast 7-9 par,
- przewodzie pokarmowym zaopatrzonym w kieszonki boczne

.
Taktyka łowiecka strzałki bałtyckiej polega na oczekiwaniu bez ruchu w toni morskiej na zdobycz. Gdy ta się zbliży, drapieżnik błyskawicznie rzuca się na nią i chwyta szczecinami szczękowymi. Przeważnie jego łupem padają widłonogi. Strzałka bałtycka jest obojnakiem. Nazwa sugeruje silniejszy związek tego zwierzęcia z Morzem Bałtyckim, niż w przypadku pojawiającej się jedynie z wlewami strzałki małej – i istotnie, rozmnaża się ona tu. Do rozrodu, mającego w Morzu Bałtyckim miejsce dwa razy w roku – na przełomie zimy i wiosny oraz wiosny i lata, wymaga zasolenia wysokości przynajmniej 10 promili. Stałym miejscem rozmnażania jest Basen Bornholmski, skąd prądy roznoszą jej planktoniczne jaja i młode osobniki po innych częściach morza. Jest to gatunek w Bałtyku pospolity.
Dawniej strzałkę bałtycką uważano za osobny podgatunek Sagitta elegans baltica w obrębie gatunku Sagitta elegans.